# 猫デココ
猫デココ（ねこデココ）は、吉本興業東京本社（東京吉本、厳密には子会社のよしもとクリエイティブ・エージェンシー）所属の元お笑いコンビ。2014年11月末を以て解散。

## メンバー
- 安友 （本名:安友　健二（やすとも　けんじ）1977年7月20日 - ）ボケ担当

立ち位置左。血液型はB型。173cm、90kg。徳島県出身。
猫が大好き。
ゲーム、特にファミリーコンピュータやセガサターンといった懐かしめのゲームを語り出すと止まらない。
最も好きなゲームは『街　〜運命の交差点〜』（チュンソフト）。
『モンハン』は未だにやっていないらしい。『ドラクエ3』のカセットを10本持っている。
ガレッジセールゴリに少し似ている。
ブルーハーツ甲本ヒロトのポーズで写真にうつりたがる。
ブログの見出しにこだわりがある。
お笑いマニア。よしもとファンダンゴの録画テープがたくさんあるらしい。
FUJIWARAの大ファンで、ルミネ前説で対面がかなった際に相方がどん引くほど舞い上がった。
かつてシステムエンジニアとして働いていたが、ストレスなどにより現在の２倍ぐらい太っており、そのせいで病気になった。その後1か月素うどんのみの生活を送った結果痩せた。
下ネタの漫才は相方倫理委員会を通さないといけないらしい。
現在は、故郷の徳島に戻り農家をしている。

- 関田 （本名:関田 将人（せきた　まさと） 1985年5月27日 -  ）ツッコミ担当

立ち位置右。血液型はO型。170cm、56kg。新潟県南蒲原郡下田村（現：三条市）出身。
コンビ解散後はピン芸人「関田将人」として活動。以降も引き続き新潟県を拠点に活動中。エフエムラジオ新潟の平日夕方時間帯の長寿ラジオ番組『SOUND_SPLASH』でパーソナリティ（月・火・水担当）の傍ら、お笑いショーではMCを務める。

## 来歴
2011年5月30日　ルミネtheよしもと なう。初MC。
2013年7月　二代目新潟県住みます芸人に就任。
2014年11月7日　ブログにて、2014年11月末での解散を発表。
解散後は関田がピン芸人に転向し、引き続き新潟県住みます芸人を継続する。

## 出演
- 渋谷ばちーんんん
- ルミネtheよしもと なう。
- ライブ雅天芸渦